# Otros días vendrán
Pour plus de détails, voir Fiche technique et Distribution.
Otros días vendrán est un film espagnol réalisé par Eduard Cortés, sorti en 2005.

## Synopsis
Alicia, professeur et mère célibataire, passe son temps à chatter sur Internet. Un jour, elle accepte de rencontrer un jeune homme avec qui elle discute en ligne sans se douter des conséquences que leur relation va avoir.

## Fiche technique
- Titre : Otros días vendrán
- Réalisation : Eduard Cortés
- Scénario : Eduard Cortés et Piti Español
- Musique : Xavier Capellas
- Photographie : José Luis Alcaine
- Montage : Anastasi Rinos et Nacho Ruiz Capillas
- Production : Enrique Cerezo et Pedro Costa
- Société de production : Canal+ España, Didac Films, Enrique Cerezo Producciones Cinematográficas, Televisió de Catalunya et Televisión Española
- Pays :  Espagne
- Genre : Drame
- Durée : 104 minutes
- Dates de sortie : 
  -  Espagne : 7 octobre 2005

## Distribution
- Cecilia Roth : Alicia
- Antonio Resines : Luis
- Fernando Guillén : Lucas
- Nadia de Santiago : Vega
- Álex Angulo : Miguel
- Nacho Aldeguer : Zak / Javi
- Georgina Latre : Susi
- Reyes Calzado : Ana
- Stephanie Fanny : Tania
- Eduardo Marchi : Ambrosio
- Rosa Merás : Lourdes
- Arturo Sandro Pola : Arturo
- Carlos Torné : Elías
- Teresa de la Casa : Ángeles

## Distinctions
Le film a été nommé pour trois prix Goya.